# Enrique Buqué Rojals
Enrique Buqué Rojals (Barcelona, 24 de novembre de 1927 — 5 de maig de 1998) va ser un futbolista català que jugava en la posició de migcampista.
Va destacar com a futbolista del València CF, equip que el fitxa als 23 anys procedent del Sant Andreu. A Mestalla va destacar com un migcampista de caràcter tècnic, encara que l'afició valencianista el va considerar un jugador poc ràpid, encunyant l'expressió "ser més lent que Buqué".